# 越前岳
越前岳（えちぜんだけ）は、静岡県裾野市にある標高1504 mの山である。愛鷹山塊の最高峰。富士山を間近に見ることができる。山頂には二等三角点（点名「印野村」、標高1504.22 m）が設置されている。

## 登山
静岡百山研究会により『静岡の百山』のひとつに選定されている。日帰り登山の対象となる山で、北側の十里木からのコース、東側の愛鷹登山口からのコースという以下２種類の登山道が開設されている。山頂近くに富士見台があり、1938年の五十銭紙幣の撮影地。
- 北麓の国道469号沿いの「十里木高原」バス停より登り2時間35分、下り1時間40分[6]。十里木高原バス停までは富士駅より富士急静岡バス（土日に1本のみ）。もしくは、御殿場駅よりバスにて44分「十里木」下車で徒歩10分（こちらは1日6本）。十里木高原バス停に駐車場あり。
- 「愛鷹登山口」バス停より登り2時間45分、下り2時間10分[6]。愛鷹登山口バス停の近くの山神社の駐車場からは登り2時間25分、下り1時間50分。愛鷹登山口バス停までは御殿場駅よりバスにて30分。

三島駅から十里木までのバスは2013年4月8日に廃止。

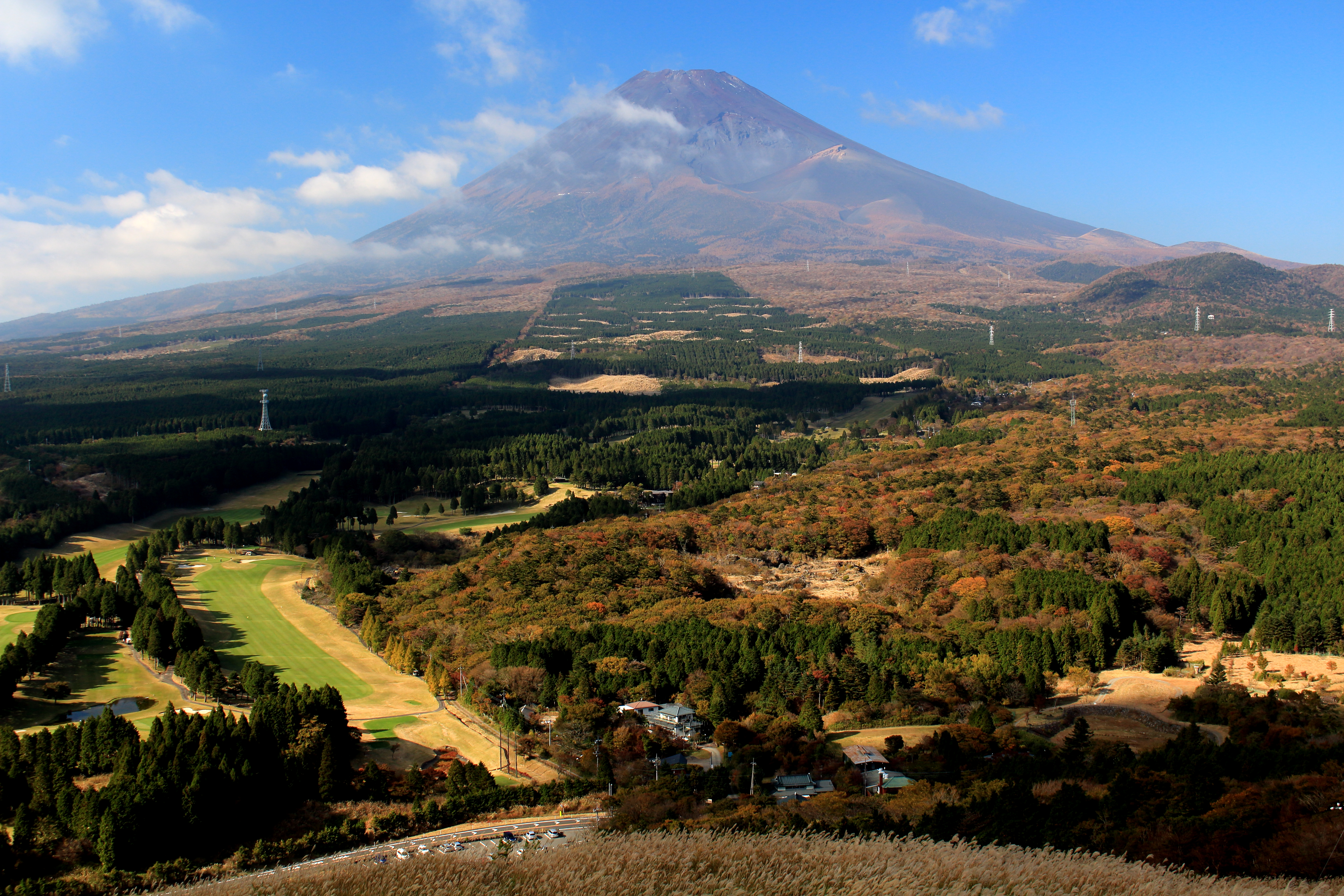
十里木高原の展望台から望む富士山
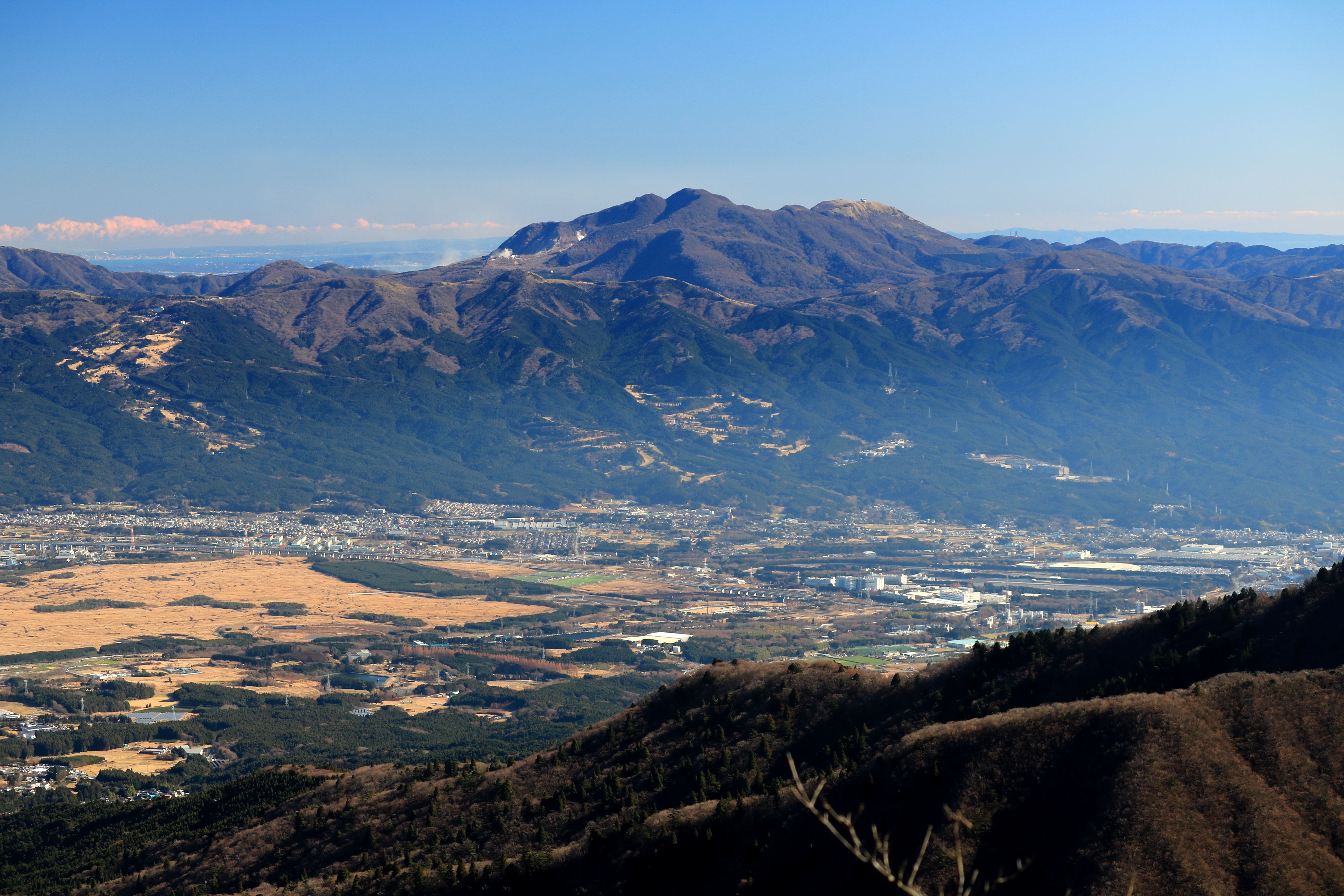
越前岳から望む箱根山